# アラン・ビーン
アラン・ラバーン・ビーン（Alan LaVern Bean、1932年3月15日 - 2018年5月26日）は、アメリカ航空宇宙局の宇宙飛行士、技術者で、1969年11月、37歳の時に人類で4番目に月面を歩いた。

## 伝記
ビーンは、テキサス州北東部のウィーラー郡でスコットランド人の家系に生まれた。少年時代はルイジアナ州ウェブスター郡に住み、父は土壌保全局で働いていた。ビーンはテキサス州フォートワースのR. L. パスカル高校を卒業し、1955年にテキサス大学オースティン校で航空宇宙工学の学位を取得した。テキサス大学ではデルタ・カッパ・イプシロン・フラタニティーに所属していた。戦闘機のパイロットとしてフロリダ州ジャクソンビルで4年間働いた後、アメリカ海軍のテストパイロットとしての訓練を受けたが、その時の教官が後のアポロ12号の機長ピート・コンラッドであった。1972年にはテキサスウェズリアン大学から科学の、1974年にはアクロン大学から工学の名誉博士号を授与された。

## NASAでの経験

### アポロ計画
ビーンは1963年にNASAの宇宙飛行士に選ばれた。ジェミニ10号では予備乗員となったが、宇宙には行けなかった。クリフトン・ウィリアムズが飛行機の事故で死去すると、代わってアポロ9号の予備乗員となった。海軍でビーンを指導していたアポロ12号の機長コンラッドは、ウィリアムズの代理をビーンにすることを個人的に要求していた。
ビーンは、2度目の有人月着陸であるアポロ12号でアポロ月着陸船のパイロットとなった。1969年11月、ビーンとコンラッドは25万マイルの飛行を経て月面の嵐の大洋に降り立った。宇宙船は打ち上げ36秒後に雷に打たれたが、ビーンはジョン・アーロンの有名な指示"Flight, try SCE to 'Aux'"を忠実に実行し、通信システムを回復させてミッションを成功に導いた。彼らは月面を探検し、月面上で実験を行い、月面上に初めて原子力発電機を設置した。リチャード・F・ゴードンJrは、将来のミッションのために着陸地点を撮影するため、月軌道上に留まった。
地球に帰還後の1969年12月17日、T-38を使った飛行訓練中、管制塔からの離陸許可を受けずに機体を発進させ、飛行管制規則違反で30日間の飛行禁止処分を受けた。

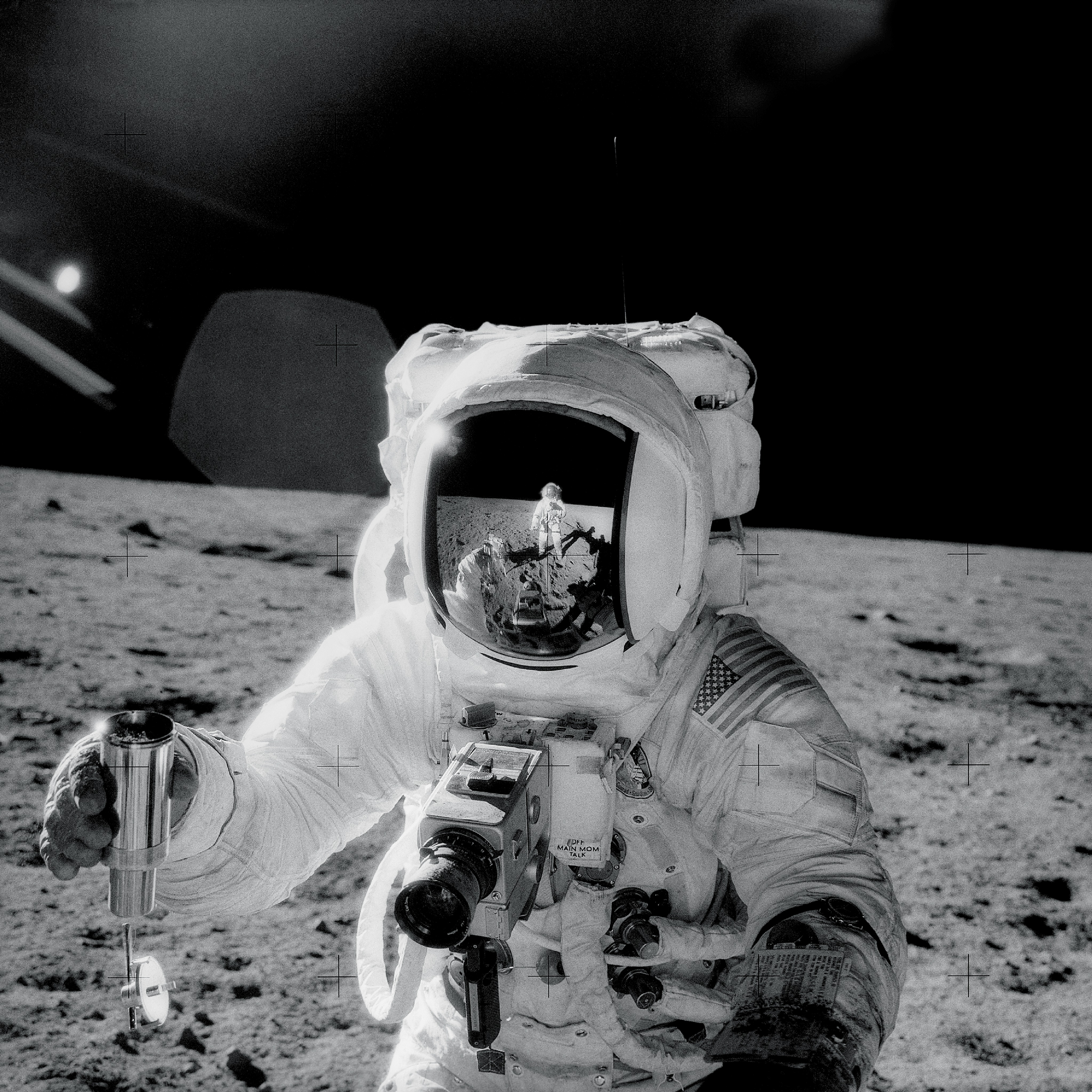
アポロ12号のミッションで月面上のアラン・ビーン

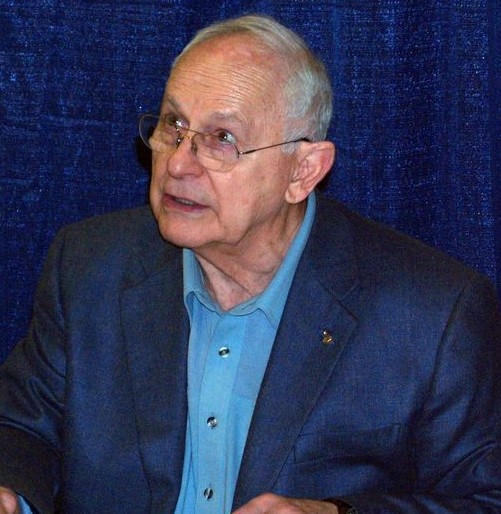
Alアラン・ビーン、2009年2月

### スカイラブ計画
ビーンは、2回目の有人スカイラブ計画であるスカイラブ3号の乗組員にも選ばれた。ミッションは1973年7月29日から1973年9月25日の59日間かけて行われ、オーウェン・ギャリオット、ジャック・ルースマとともに航行距離2440万マイルの世界記録(当時)を達成した。ミッション中、ビーンは宇宙船の船外活動用操縦装置のプロトタイプの試験も行い、1度スカイラブの外で宇宙遊泳も行った。

### 飛行士引退後
その後、ビーンはアポロ・ソユーズテスト計画の予備乗員を務めた。
1975年に大佐として海軍を引退したが、Astronaut Candidate OperationsとTraining Groupの長には市民の身分で留任した。

## 芸術家として

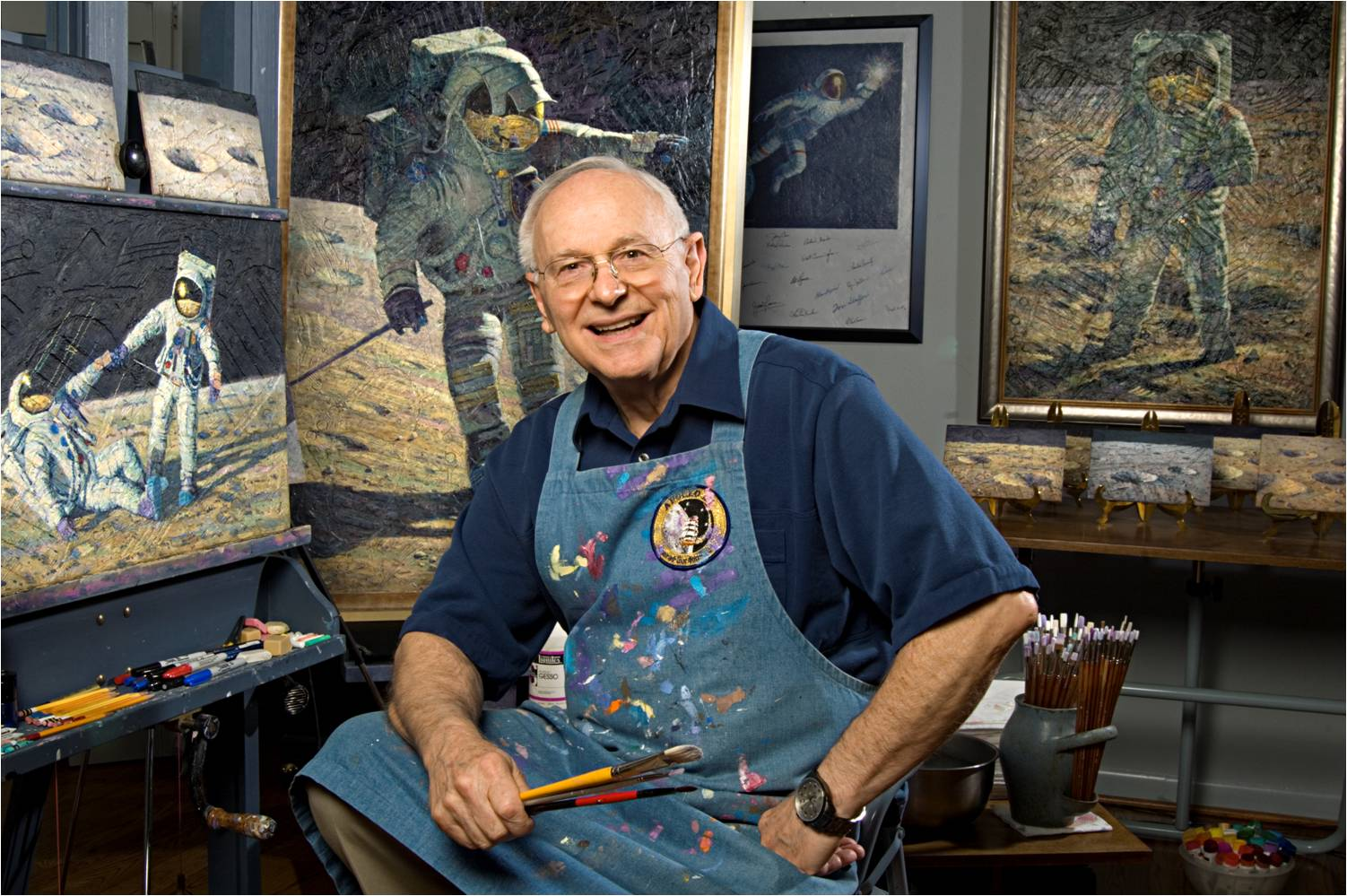
スタジオにいるアラン・ビーン

ビーンは1981年6月、時間を絵画の製作に使うため、NASAを退職した。彼の絵の多くは、宇宙愛好家の家の壁に飾られている。彼は、彼の決定は18年間の宇宙飛行士人生で多くの場所を訪れ、経験したことを芸術の形で表現したかったためだと語っている。彼はヒューストンの家とスタジオでこの夢を追いかけている。
芸術家としてのビーンは、月に色をつけることを好む。「月を損なうことなく、色を付ける道を見つけ出したい」と語っている。もし彼の絵を見れば、モノトーンではなく、様々な色で彩られた月の景色を見ることができるだろう。「もし私が月を描く科学者だったら、灰色に塗っただろう。私は芸術家なので、月に色を付ける」とも語っている。
アラン・ビーンの主な作品には、"Lunar Grand Prix"や"Rock and Roll on the Ocean of Storms"、司令船に残り月に降り立てなかったゴードンをビーン、コンラッドと共に月に立たせたいという夢を描いた"The Fantasy - Conrad, Gordon and Bean"などがある。彼は、本物の月の砂を絵を描くのに使う、世界で唯一の芸術家である。彼が絵画を始めた時、記念の宇宙服の布片が月の砂で汚れていることに気がつき、それを絵に貼り付けると独特なものに仕上がった。彼はまた絵に風合いを付けるために、月の表面に旗を立てるために使ったハンマーや月の上を歩いたブーツも使っている。

## 人生
彼は既婚で、男女の2人の孫がいる。

## 出演など
- ロックバンドのヘフナーは、"Everyone will forget soon, The fourth man on the moon, But I've got it in my mind."という詩を元に"Alan Bean"という曲を作った。この曲の発売後、ビーンはアムステルダムのラジオ番組に電話で出演した。
- イギリスのバンドのレモン・ジェリーは、彼の声を取り入れて"Spacewalk"という曲を作った。
- スウェーデンのスティーナ・ノルデンスタムは、1991年のデビューアルバム"Memories Of A Color"の中に"The return of Alan Bean"を収録した。
- 2007年8月21日のテレビ番組『ザ・レイト・レイト・ショー・ウィズ・クレイグ・ファーガソン』に出演した。
- ドキュメント『ザ・ムーン』で描かれた。
- ドキュメント『The Wonder Of It All』で描かれた。
- テレビドラマ『フロム・ジ・アース/人類、月に立つ』でデイヴ・フォリーが演じた。
- 月着陸陰謀論者であるバート・シブレルのドキュメント『Astronauts Gone Wild』でインタビューを受けた。ビーンは、月面を歩いたことを聖書に誓っている一人である。
- ドキュメント『WONDERS OF THE MOON』(BBC、2018年)に出演し、月面での行動や絵画制作などについて語った。このドキュメントは、日本では『地球ドラマチック』の「月の不思議を巡る旅」として放送された(ETV、2018年9月22日放送)[4]。